# Джиджи Леванжи-Грейзър
Джиджи Леванжи-Грейзър (на английски: Gigi Levangie Grazer) е американска продуцентка, сценаристка и писателка на бестселъри в жанра съвременен роман, чиклит и драма.

## Биография и творчество
Джиджи Леванжи-Грейзър е родена на 2 януари 1963 г. в Лос Анджелис, Калифорния, САЩ. Баща ѝ е ирландец, бивш сержант, а майка ѝ е българка, учителка. Има три сестри.
Завършва Холивудската гимназия и специалност политически науки в Калифорнийският университет в Лос Анджелис. Започва кариерата си в Холивуд като автор на сценарии за вечерно ток-шоу. По-късно става асистентка на продуцента Фред Силвърман. Той и дава възможност да пише сценарии за телевизионния сериал „In the Heat of the Night“ (В разгара на нощта).
През 1998 г. по нейната сюжет и сценарий е екранизиран много успешния филм „Втората майка“ с участието на Сюзън Сарандън и Джулия Робъртс. Историята на филма е базирана на нейния опит с децата на съпруга ѝ Брайън Грейзър от предишния му брак.
Първият ѝ роман „Rescue Me“ (Спаси ме) е публикуван през 2000 г. Следващият ѝ роман „Мъжеядката“ е издаден през 2003 г. Той става международен бестселър и я прави известна. През 2009 г. е екранизиран в телевизионен мини сериал с участието на Сара Чок, Джуди Гриър и Филип Уинчестър.
През 2005 г. е издаден романът ѝ „The Starter Wife“. Той също е бестселър. През 2007 и 2008 г. е екранизиран в успешните едноименните телевизионни минисериали с участието на Дебра Месинг и Джуди Дейвис.
Заедно с работата си като писател и сценарист тя пише много статии за списания като „Вог“, „Харпърс Базар“, „Гламър“ и „Хъфингтън Пост“.
Джиджи Леванжи-Грейзър живее със семейството си в Пасифик Палисейдс, Калифорния.

## Произведения

### Самостоятелни романи
- Rescue Me (2000)
- Maneater (2003)
Мъжеядката, изд. ИК „Прозорец“, София (2004), прев.Йолина Миланова
- The Starter Wife (2005)
Жена за предястие, изд. ИК „Прозорец“, София (2006), прев. Спаска Вълчева
- Queen Takes King (2009) – издаден и като „Fairytale Ending“
- The After Wife (2012)
- Seven Deadlies (2013)

### Екранизации
- 1993 In the Heat of the Night – ТВ сериал, сюжет 2 епизода
- 1998 Втората майка, Stepmom – сюжет, сценарий
- 2007 The Starter Wife – ТВ минисериал, продуцент
- 2008 The Starter Wife – ТВ сериал, 10 епизода, продуцент
- 2009 Maneater – ТВ минисериал, по книгата „Мъжеядката“, продуцент